# Чагода (станция)
Ча́года — грузовая железнодорожная станция Октябрьской железной дороги в одноимённом райцентре в Вологодской области России. Находится на отдельной короткой линии, соединяющей станцию Подборовье на Петербурго-Вологодском ходу и станцию Кабожа на Мологском ходу.

## История
Станция построена в 1920-х гг. вместе с веткой от Подборовья на Петербурго-Вологодской дороге, на которой Чагода временно стала конечной. Изначальная цель постройки — обслуживание механизированного стеклозавода.
Строительство завода и ветки было завершено в 1927 году. С первых же дней станция принимала оборудование для стеклозавода, поступающее из Германии.

### В годы войны
Железнодорожная линия Чагода–Кабожа (48,5 км) была построена во время Великой Отечественной войны в стратегических целях для снабжения Волховского и Ленинградского фронтов, прорывавшихся к блокадному Ленинграду.
Эти меры понадобились после того, как 8 ноября 1941 года фашисты захватили Тихвин, отрезав один из традиционных путей снабжения Ленинграда. Ветка от Подборовья до Чагоды уже существовала. Её продление до Кабожи соединило линию с т. н. Мологским ходом, что открыло новый путь снабжения через Савёлово до Москвы.
Перевалка грузов на автотранспорт до Ленинграда происходила на отдалённых станциях Подборовье и Заборье петербурго-вологодского хода, откуда грузовики более 200 километров должны были добираться по лесным дорогам до Ладожского озера. Ранее эти грузы шли через чрезвычайно загруженный Вологодский железнодорожный узел, строительство ветки через Чагоду позволило его разгрузить.
Строительство велось железнодорожными войсками при помощи местных жителей, всего участвовало 48 тысяч человек. Работы часто шли под бомбёжками и обстрелами. Ввод ветки в эксплуатацию состоялся в начале декабря 1941 г. В сутки по станции Чагода проходило по 20 поездов. Небольшие стратегические ветки, подобные этой, стали затем известны как «малые дороги Победы».

### Послевоенный период
На железной дороге остались работать некоторые фронтовики, участвовавшие в строительстве. Среди них ветеран войны Анна Соловьёва, младший лейтенант железнодорожных войск, ставшая затем старейшим жителем Чагоды.
В настоящее время по станции нет пассажирского движения. Ранее оно существовало: были пригородный поезд Хвойная–Чагода, прицепной вагон Чагода–Санкт-Петербург, грузопассажирский поезд Чагода–Подборовье.
В XXI веке на станции продолжают работать семафоры. Комитет по охране культурного наследия Вологодской области издал приказ «о включении в перечень уникальных объектов семафоров входных, двукрылых с приводом и оснасткой, устройств электрожезловой системы сигнализации, находящихся на станции Чагода».

## Описание

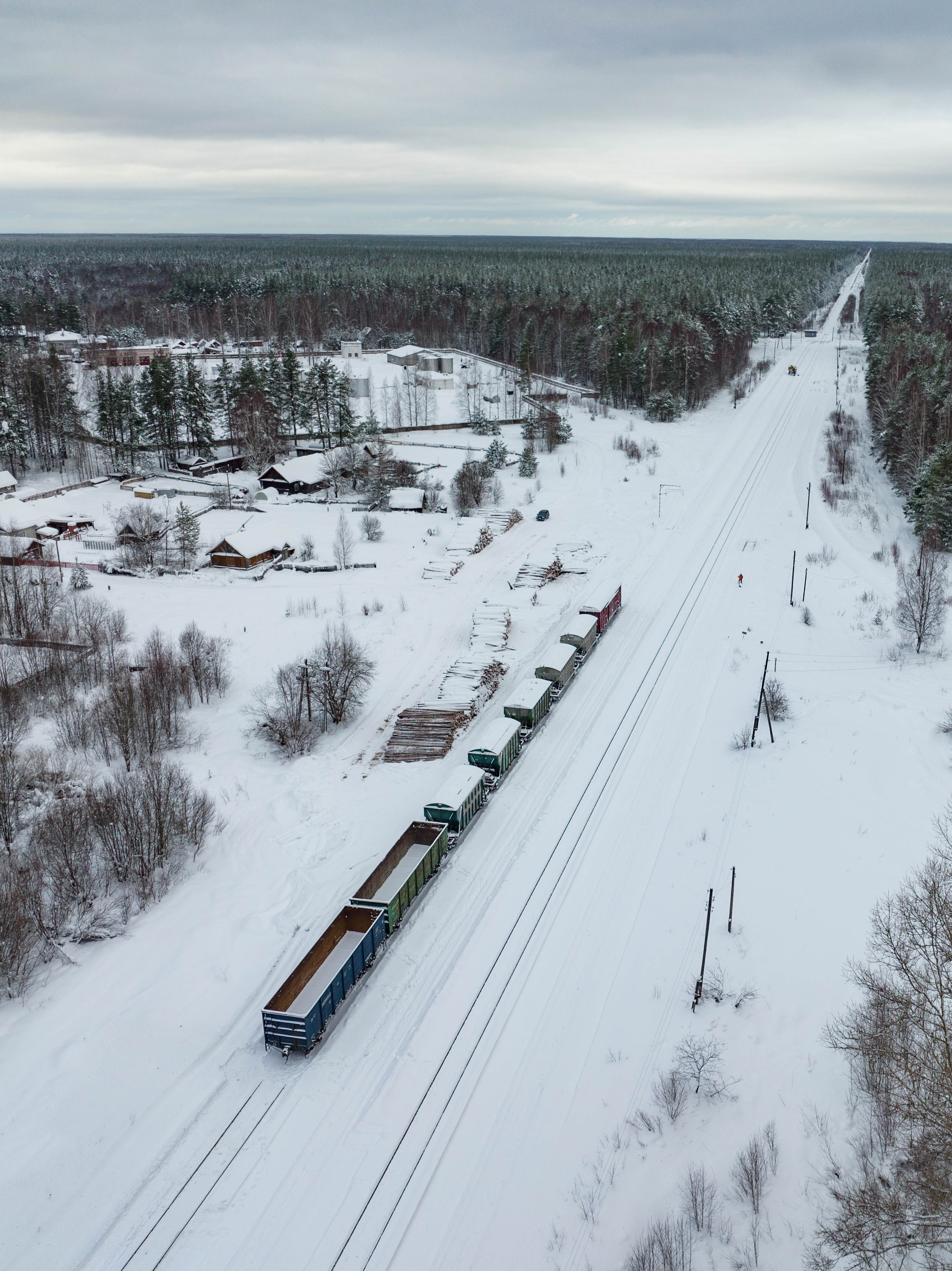
Вид сверху на север
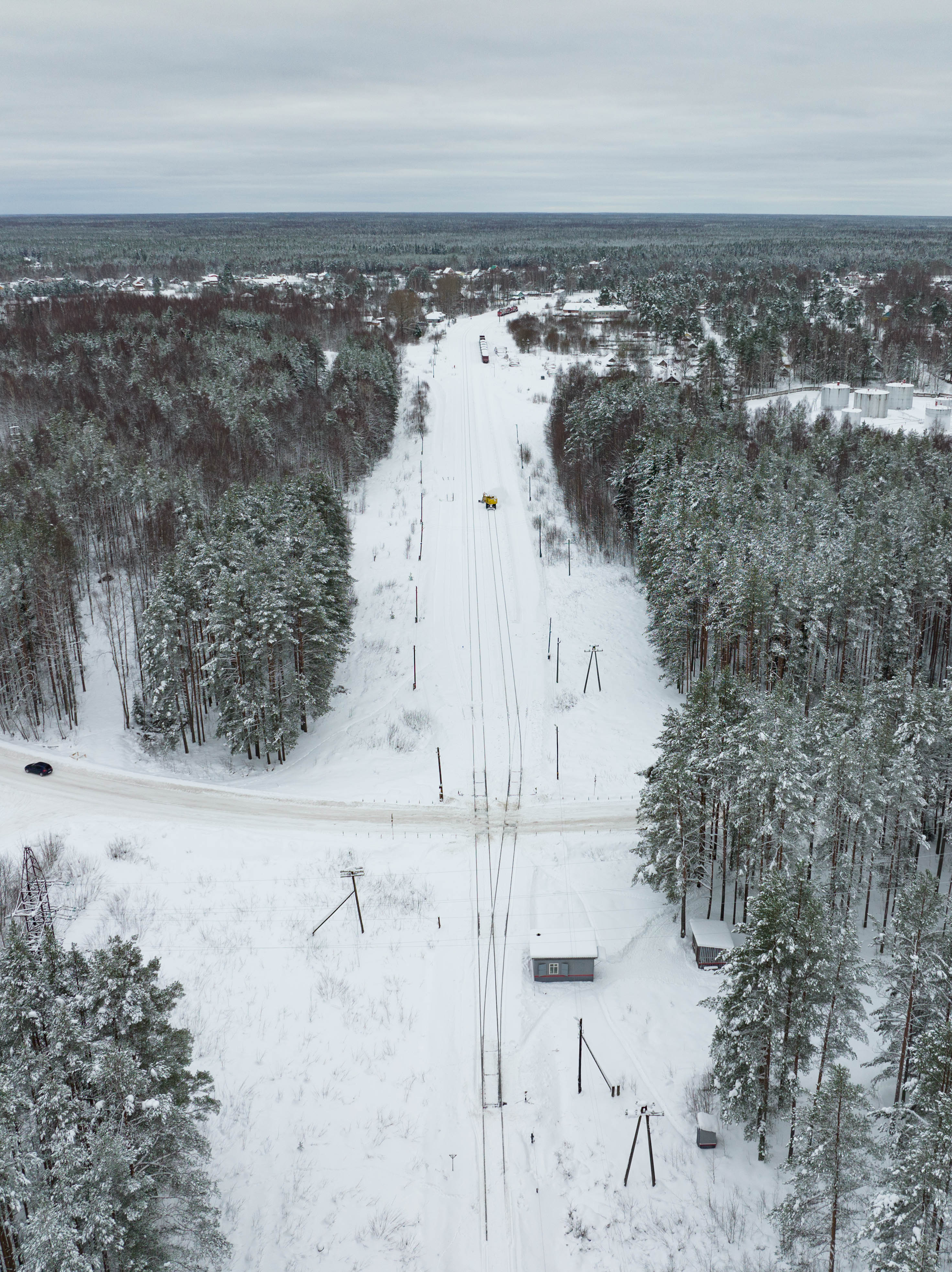
Вид сверху на юг
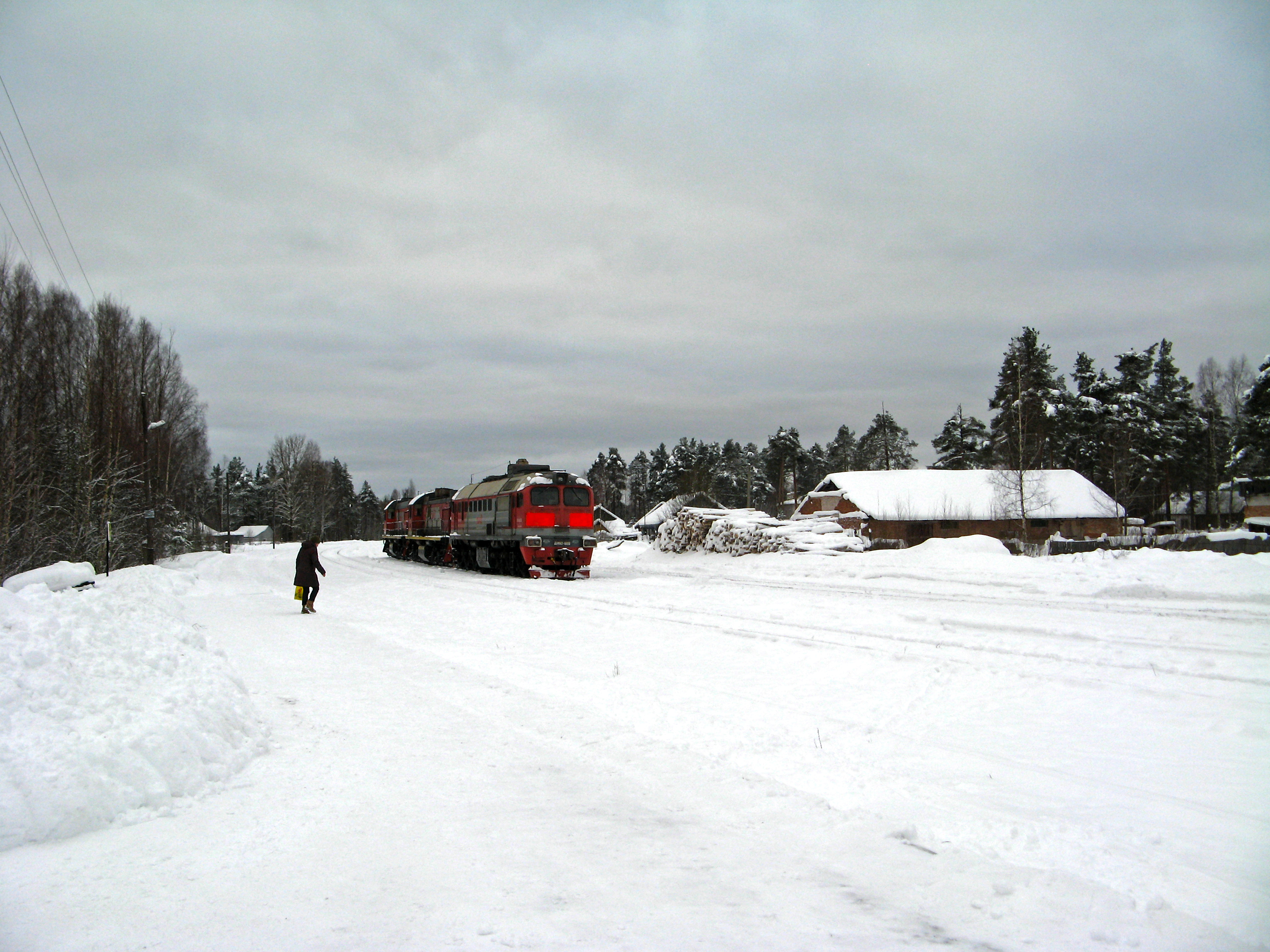
Вид с земли
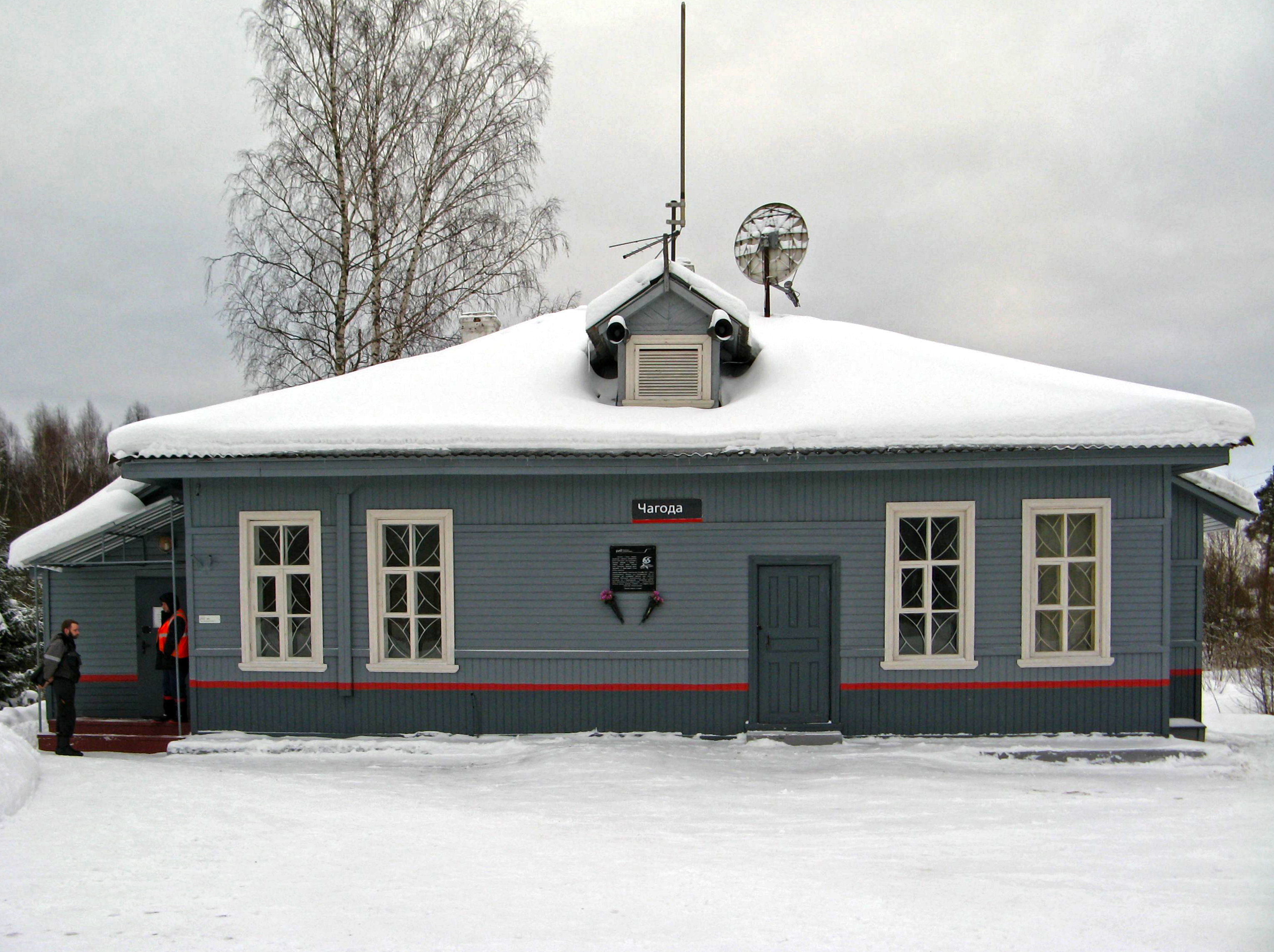
Здание станции
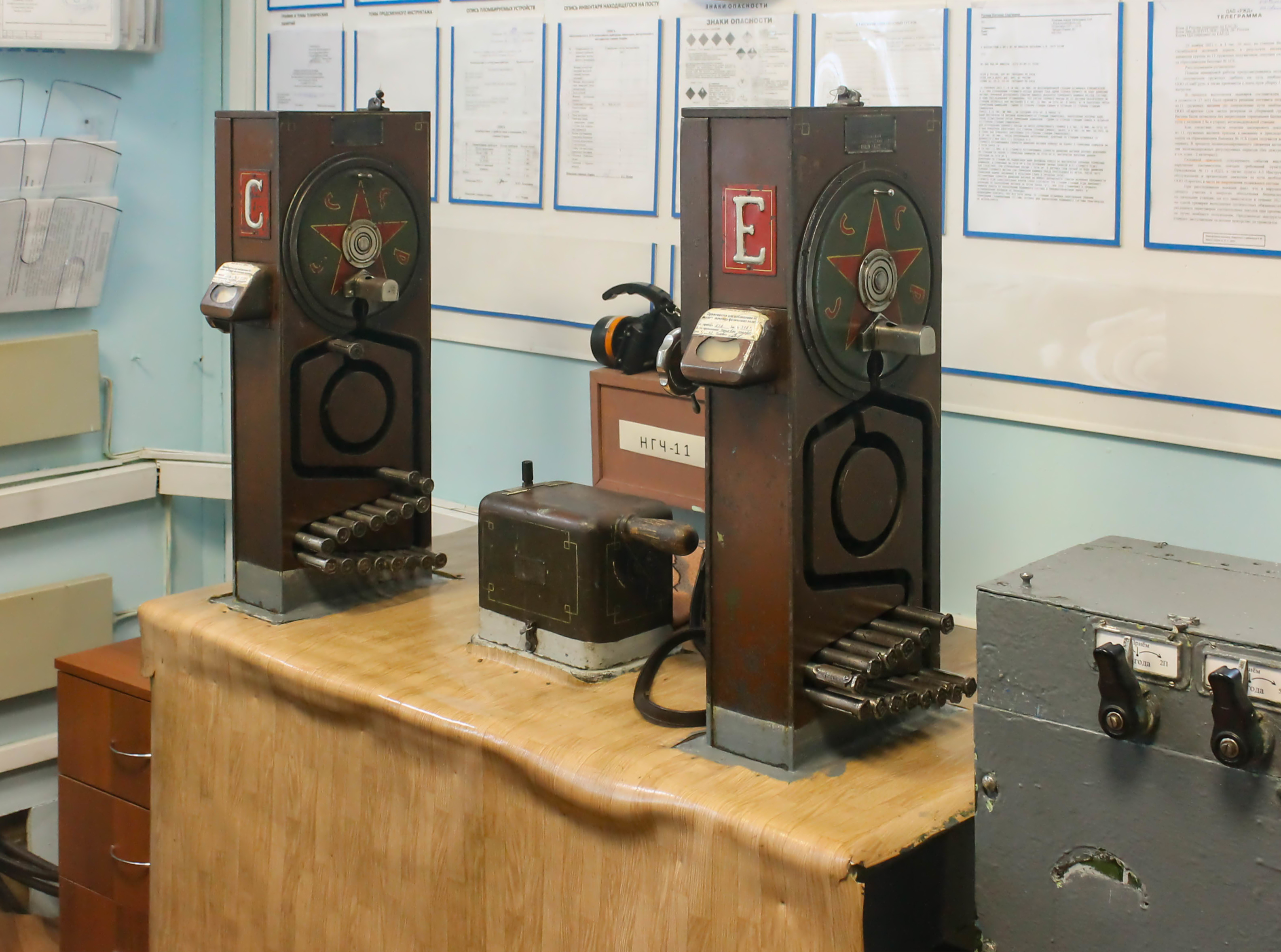
Механизмы электрожезловой системы на следующей от Чагоды к югу станции Огарёво в посёлке Сазоново.

Станция неэлектрифицирована, находится в дуге, имеются 4 пути, от которых отходит подъездной путь на восток к стекольному заводу.